# M41
M41 (NGC 2287) е разсеян звезден куп, разположен по посока на съзвездието Малко куче. Открит е от Джовани Батиста Ходиерна през 1654 и вероятно от Аристотел през 325 г. пр. Хр..
Отстои на 4° южно от звездата Сириус и съдържа около 100 звезди. Някои от звездите му са червени гиганти, като най-яркият е от спектрален клас K0 и е разположен близо до центъра на купа. М41 се отдалечава от Слънцето със скорост 23.3 км/с.
Линейният диаметър на купа е около 26 св.г., разстоянието до него е 2300 св.г., а възрастта му се оценява на между 190 и 240 млн. години.